# Станово (Лъгадинско)
Станово или Станево (на гръцки: Στάνοβο) е бивше село в Гърция, на територията на дем Лъгадина (Лангадас) в област Централна Македония.

## География
Селото е било разположено близо до западния бряг на Лъгадинското езеро (Корония), южно от Каваларци, в подножието на едноименния връх Станово.
В Станово са запазени развалините на поствизантийската църква „Свети Георги“.

## История

### В Османската империя
Селото вероятно е средновековно. Споменава се като Истанова, Ситана, Станево. В XVII – XVIII век е регистрирано в османски документи като чифлик в каза Солун, нахия Лъгадина.
Според Васил Кънчов:
| „ | Селото Станево или Ситана е полупогръчено. | “ |

Според статистиката му („Македония. Етнография и статистика“) в 1900 година в Ситана (Станево) живеят 100 жители гърци християни.
По данни на секретаря на Българската екзархия Димитър Мишев („La Macédoine et sa Population Chrétienne“) в 1905 година в Станово (Stanovo) има 85 гърци.

### В Гърция
След Междусъюзническата война в 1913 година попада в Гърция.